# Ephies gressitti
Ephies gressitti är en skalbaggsart som beskrevs av Antonio Vives 2003. Ephies gressitti ingår i släktet Ephies och familjen långhorningar. Inga underarter finns listade i Catalogue of Life.